# 山田昌久
山田 昌久（やまだ まさひさ、1953年7月 - ）は、日本の考古学者。専門は、木質・植物質資料を中心とした考古学・生活技術史、実験考古学など。東京都立大学名誉教授。神奈川大学非常勤講師。

## 来歴
神奈川県横須賀市生まれ。1977年、明治大学文学部史学地理学科卒業。1980年、明治大学大学院文学研究科史学専攻博士前期課程修了。1988年筑波大学助手、1995年東京都立大学 (1949-2011)助教授を経て、東京都の大学再編により、2004年首都大学東京都市教養学部歴史学・考古学研究室准教授となる。2007年同教授、2019年同大学を退職、同大学プレミアムカレッジ特任教授。東京都立大学大学院人文科学研究科客員教授を経て、東京都立大学名誉教授。
日本考古学会、植生史研究会、出土木器研究会などに所属する。